# Julian Johnsson
Julian Schantz Johnsson (født 24. februar 1975) er en færøsk forfatter og tidligere landsholdsspiller i fodbold for Færøernes fodboldlandshold, hvor hans primære position er som midtbanespiller. Johnsson skiftede i 2007 til den danske fodboldklub Svendborg forenede Boldklubber og fortsatte i sommeren 2008 på klubbens eliteoverbygning FC Svendborg. Johnsson udgav i 2006 bogen "Føroyingurin úr Danmark" om sit liv som fodboldspiller.

## Spillerkarriere

### Klubkarriere
I sin ungdom spillede Johnsson for den danske fodboldklub Daugaard IF og senere Vejle Boldklub, før han rejste til Færøerne og spillede for hovedstadsklubben Havnar Bóltfelag. Johnsson indledte sin seniorkarriere med at spille for den færøske fodboldklub Havnar Bóltfelag (HB) i 1993-sæsonen. I 1995 skiftede færingen til dansk fodbold, hvor han ikke opnåede nogen officielle ligakampe for Vejle Boldklub (VB) i godt et års tid inden han vendte tilbage til Tórshavn og lavede en aftale med B36.
I 1998 genoptog Johnsson på ny sin udlandskarriere med sit klubskifte til norsk fodbold, hvor han frem til sommeren 2001 spillede for Kongsvinger IL og Sogndal IL. Efterfølgende blev det til et ophold i engelsk fodbold og Hull City A.F.C., før han i perioden 2002-2003 var en del af førsteholdstruppen hos B36 Tórshavn i hjemlandet. Islandske fodboldklub Íþróttabandalag Akraness (ÍA) hentede midtbanespilleren i 2003. I 2005 opnåede han kampe for B68 Toftir.
I 2007 skiftede den færøske landsholdsspiller til sydfynsk fodbold, hvor Johnsson blev en del af førsteholdstruppen hos Svendborg forenede Boldklubber (SfB) i den fjerdebedste danske fodboldrække Danmarksserien. I sommeren 2008 dannede Svendborg fB eliteoverbygningen FC Svendborg, hvor Johnsson fortsatte sin spillerkarriere.

### Landsholdskarriere
Debuten på det færøske landshold fandt sted i april 1995 i forbindelse med en UEFA Euro 1996 kvalifikationskamp mod Finland. Godt en måned efter sin landsholdsdebut, den 25. maj 1995, scorede Johnsson sit første landsholdsmål på hjemmebane på Svangaskarð i Toftir i forbindelse med UEFA Euro 1996 kvalifikationskampen mod San Marino. Målet var samtidig det sidste mål i kampen, som endte med cifrene 3-0. Johnssons andet mål fandt først sted syv år senere, den 21. august 2002 under en venskabskamp på hjemmebane på Tórsvøllur i Tórshavn mod Liechtenstein, som tabte kampen 3-1 til Færøerne. Den tredje scoring (og det færøske landsholds eneste) blev lavet den 6. september 2003 på Hampden Park i Glasgow mod Skotland, som vandt UEFA Euro 2004 kvalifikationskampen med cifrene 3-1. Den 29. april 2003 formåede midtbanespilleren at lave sin sidste scoring på landsholdet i forbindelse med en kamp på Færøerne i Tórsvøllur, Tórshavn, da landsholdet spillede en venskabskamp mod Kasakhstan, der tabte kampen med cifrene 2-1. Johnsson opnåede samlet 62 kampe og lavede fire scoringer i løbet af sin landsholdskarriere, der løb fra 1995 til 2006.